# Bombardements de Kobe

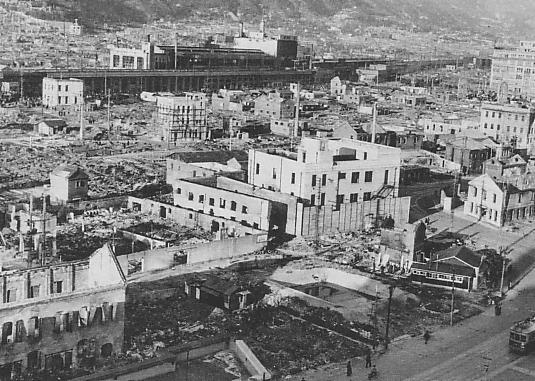
Kobe, le 10 décembre 1945.

Les bombardements de Kobe durant la Seconde Guerre mondiale constituent une partie de l'attaque aérienne américaine contre plusieurs villes du Japon.
Les bombes incendiaires larguées par les Américains contenaient du napalm.[réf. nécessaire]

## Chronologie
Antérieurement aux bombardements massifs, 4 bombes étaient tombées sur la ville lors du raid de Doolittle en avril 1942.
La ville dispose d'une forte capacité industrielle que les Américains souhaitent réduire afin d'affaiblir le pays.

### 3 et 4 février 1945
Dans ce raid aérien 151,5 tonnes de bombes incendiaires au napalm et 14,7 tonnes de bombes à fragmentation ont été larguées sur Kobe essentiellement par des bombardiers B-29. Ce premier raid, bien que d'ampleur limitée, qui utilise pour la première fois des bombes au napalm préfigure les raids futurs sur d'autres villes du pays.
La zone urbaine a été touchée (864 bâtiments résidentiels), ainsi que vingt usines et sept autres bâtiments totalement détruits. Selon les Japonais, qui peuvent avoir minimisé l'ampleur des dégâts pour ne pas atteindre le moral de leurs propres troupes, il y aurait eu 38 morts et 150 blessés. 4 350 personnes se seraient retrouvées sans-abri.

### 16 et 17 mars 1945
Entre le 16 et le 17 mars 1945 Kobe subit la plus grosse attaque de son histoire : 8 841 civils tués, 650 000 sans abris et un million de personnes touchées plus généralement. Plus de 20 % de la ville est détruite.
Les bombardements directs ne sont pas les seuls en cause, mais également l'utilisation de bombes incendiaires qui ont embrasé la ville.

### Autres raids
Les raids américains se sont poursuivis le 19 mars, le 11 mai, le 5 juin, du 25 au 28 juillet et le 6 août 1945.

## Filmographie
Le dessin animé Le Tombeau des lucioles narre l'histoire d'un garçon, Seita, et sa sœur de quatre ans, Setsuko, qui se retrouvent sans parents, sans abris, dans la ville de Kobe brûlée. La fin tragique du dessin animé a participé à une prise de conscience de la réalité de la guerre.